# SHIKIORI

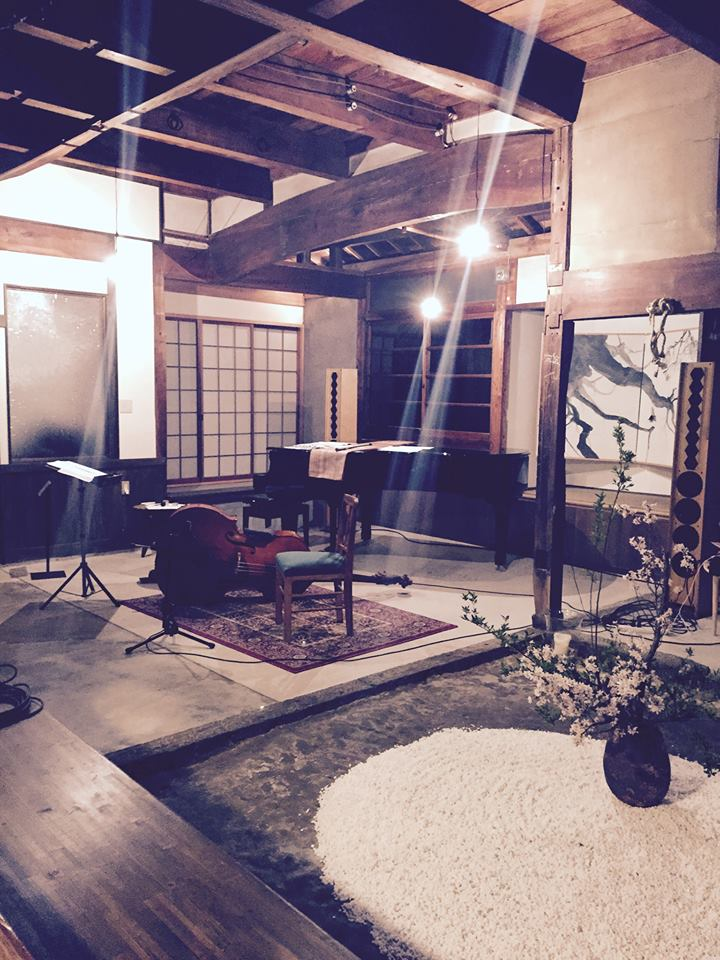
SHIKIORI

SHIKIORIは、福岡県宮若市の田園地帯に佇む築140年を超える古民家。
コントラバス奏者の松永誠剛が2009年に「想い帰る庵」として、SHIKIORIと名付けた。
年に数回、コンサートが開催され、ボボ・ステンソン、ジョバンニ・ミラバッシをはじめ世界中の演奏家に愛される音楽空間。